# Paek Myong-suk
Paek Myong-suk (coreà: 백명숙)  (24 de febrer de 1954) va ser una jugadora de voleibol nord-coreana que va competir durant la 1970.
El 1972 va prendre part en els Jocs Olímpics de Múnic, on guanyà la medalla de bronze en la competició de voleibol.